# Sh2-157
Sh2-157 è una nebulosa a emissione debole ma di notevole estensione visibile nella costellazione di Cassiopea; si trova sul Braccio di Perseo ed è direttamente connessa con la grande associazione OB Cassiopeia OB2. La parte settentrionale della nube possiede una forma ad anello, causata dall'azione del vento stellare di diverse stelle giganti, mentre il settore meridionale appare eccitato dalla radiazione luminosa delle stelle di classe spettrale O.
Al suo interno si trova un ammasso di stelle molto giovani, che rappresenta l'ultima generazione di un processo di formazione stellare che include la stessa associazione Cas OB2 e il vicino ammasso aperto NGC 7510.

## Osservazione

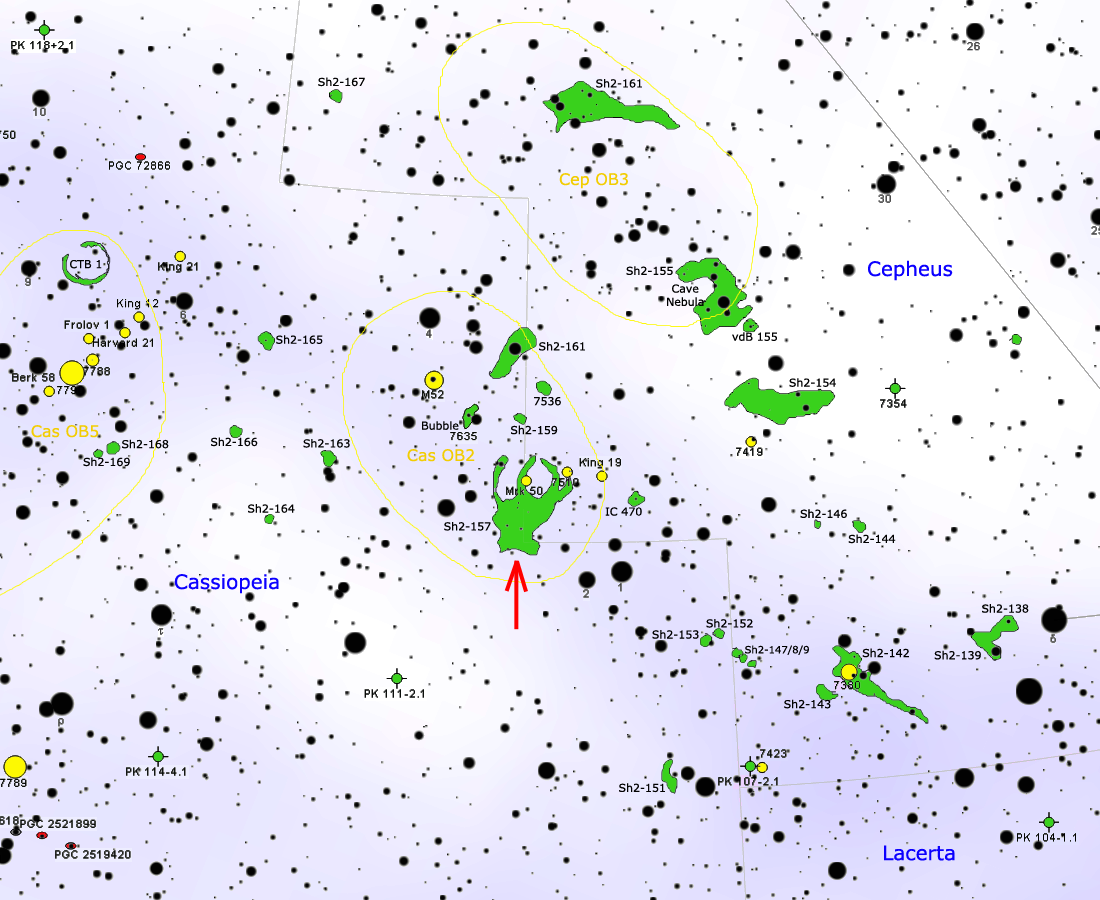
Mappa della regione di Cas OB2, con in evidenza Sh2-157; la stella a destra dell'immagine è.

La nebulosa si trova nella parte più occidentale della costellazione, sul confine con Cefeo; la regione in cui si trova può essere individuata a metà strada sulla linea congiungente le stelle Caph (β Cassiopeiae) e ζ Cephei, rispettivamente di magnitudine 2,27 e 3,39, circa 1,5° a sud dell'ammasso aperto M52. Non è osservabile otticamente, pertanto né un binocolo né un telescopio amatoriale sono in grado di mostrarla; può essere ripresa nelle fotografie a lunga posa, in cui si mostra come una vasta e tenue nebulosità diffusa, con delle regioni più luminose al centro e un grande arco in direzione nord. Lo sfondo è ricchissimo di campi stellari, su cui spicca, in direzione nordovest, l'ammasso aperto NGC 7510, ben osservabile anche con un binocolo.
Cefeo e Cassiopea sono due costellazioni caratteristiche dei cieli autunnali boreali; la regione celeste in cui si trova il sistema nebuloso raggiunge la massima altezza sull'orizzonte nel cielo serale nei mesi compresi fra ottobre e dicembre. La declinazione fortemente settentrionale fa sì che sia facilmente osservabile solo dalle regioni dell'emisfero boreale, dove per altro si presenta circumpolare da gran parte delle sue latitudini; dall'emisfero australe la sua visibilità è limitata alle sole latitudini tropicali e subtropicali ed è visibile sempre piuttosto bassa sull'orizzonte nord.

## Caratteristiche

La parte superiore dell'immagine mostra l'ammasso Mrk 50; l'addensamento luminoso in basso è invece Sh2-157A.

Sh2-157 si trova sul Braccio di Perseo, uno dei bracci di spirale principali della Via Lattea, in cui sono situate anche le principali associazioni OB visibili nella costellazione di Cassiopea, come Cas OB5 e Cas OB2; in particolare, questa nebulosa si osserva in direzione di Cas OB2. La nebulosa è associata a un gran numero di stelle giovani, come è tipico delle regioni H II, fra le quali la brillante WR 57, una stella di Wolf-Rayet dall'età stimata in 7,5 milioni di anni, situata all'interno dell'ammasso Mrk 50, posto nella parte settentrionale della nube; quest'ammasso è composto da alcune stelle di grande massa molto vicine fra loro, fra le quali spicca HD 219460, una supergigante della classe delle Wolf-Rayet catalogata anche come WR 157, la quale è una stella binaria la cui compagna è una gigante brillante di classe spettrale B1II con un periodo orbitale di circa due giorni. I modelli evoluzionistici della regione suggeriscono che i processi di formazione stellare attraverso questa regione del Braccio di Perseo abbiano dapprima interessato la regione da cui ha avuto origine l'associazione Cas OB2 e che poi si sia estesa alla formazione dell'ammasso NGC 7510 e infine di Mrk 50, che risulta dunque il prodotto dell'ultima generazione di stelle della regione.
La nebulosa contiene alcune regioni molto compatte, fra le quali la più cospicua è Sh2-157A; si tratta di una concentrazione ben visibile nella banda dell'Hα, in cui la principale fonte di ionizzazione dei gas sembra essere una stella di classe O8 o B0. La nube è suddivisibile in due componenti: la Componente A, corrispondente alla nube visibile otticamente, e la Componente B, che consiste invece nella regione oscura rilevabile nelle fotografie. La quantità di idrogeno ionizzato presente nella Componente A è notevolmente inferiore alla massa della stella centrale, il che suggerisce che sia presente anche una certa quantità di idrogeno neutro; la Componente B è invece composta da polveri non illuminate. La sua distanza è comparabile con quella della nebulosa diffusa retrostante, di cui fa parte. Un secondo agglomerato, meno brillante, è stato catalogato come Sh2-157B. In sovrapposizione a queste strutture si aggiunge una sorgente di radiazione infrarossa nota come IRAS 23138+5945, posto in associazione con l'ammasso aperto BDS2003; i due oggetti distano circa 2500 parsec (8150 anni luce) dal sistema solare.
Le misurazioni della distanza hanno fornito nel tempo misurazioni relativamente compatibili fra loro: secondo alcuni studi fra le stelle eccitatrici dei gas della nube vi sarebbe anche la supergigante blu HD 219287, una delle stelle più luminose e massicce dell'associazione Cas OB2; secondo il VII Catalogo delle stelle di Wolf-Rayet invece la stella WR 157 si trova a 3390 parsec. Tutti gli studi tendono comunque ad associare questa regione all'associazione Cas OB2, che verrebbe così a trovarsi nella parte più esterna del Braccio di Perseo.

### Pubblicazioni specifiche
- Mária Kun, Star Forming Regions in Cassiopeia (PDF), vol. 1, Handbook of Star Forming Regions, Volume I: The Northern Sky ASP Monograph Publications, Bo Reipurth, dicembre 2008,  p. 24, ISBN 978-1-58381-670-7.
- Lozinskaia, T. A.; Sitnik, T. G.; Lomovskii, A. I., Nebular complex in the region of Cas OB2 association - Ring nebula Sh157, in Astrophysics and Space Science, vol. 121, n. 2, aprile 1986,  pp. 357-385, DOI:10.1007/BF00653708.

### Carte celesti
- Tirion, Rappaport, Lovi, Uranometria 2000.0 - Volume I - The Northern Hemisphere to -6°, Richmond, Virginia, USA, Willmann-Bell, inc., 1987, ISBN 0-943396-14-X.
- Tirion, Sinnott, Sky Atlas 2000.0 - Second Edition, Cambridge, USA, Cambridge University Press, 1998, ISBN 0-933346-90-5.